# Mamoea bicolor
Mamoea bicolor là một loài nhện trong họ Amphinectidae. Loài này phân bố ở New Zealand.